# إيبوليت أرنو

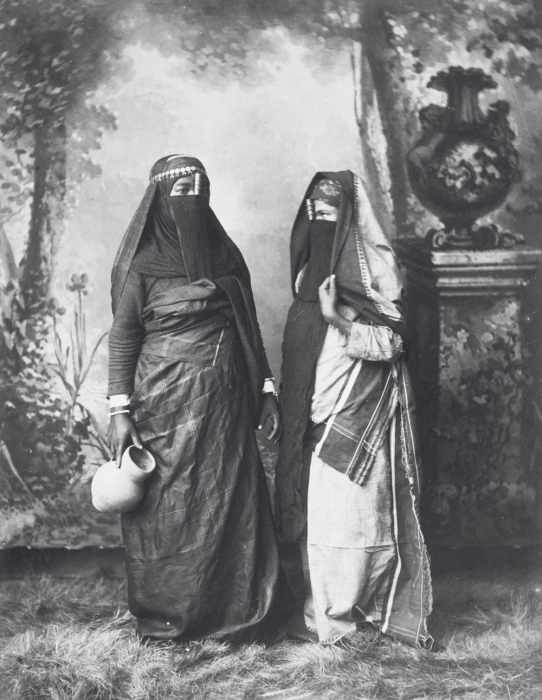
امرأتان مصريتان ترتديان البرقع، بعدسة إيبوليت أرنو

إيبوليت أرنو (بالفرنسية: Hippolyte Arnoux)‏ ـ (عمل بين عامي 1860 و1890 تقريباً) هو مصور فوتوغرافي وناشر فرنسي. سجل بالتصوير الفوتوغرافي عمليات حفر قناة السويس في ستينيات القرن التاسع عشر ونشر هذه الصور في ألبوم سماه «ألبوم قناة السويس» (بالفرنسية: Album du Canal de Suez)‏، كما عمل أثناء ذلك ـ بشكل متقطع ـ مع ستوديو أدلفوي زنغاكي الفوتوغرافي في بورسعيد، كما عقد في نهايات ستينيات القرن التاسع عشر شراكة مع المصور البريطاني الإيطالي أنطونيو بياتو.

## معرض صور

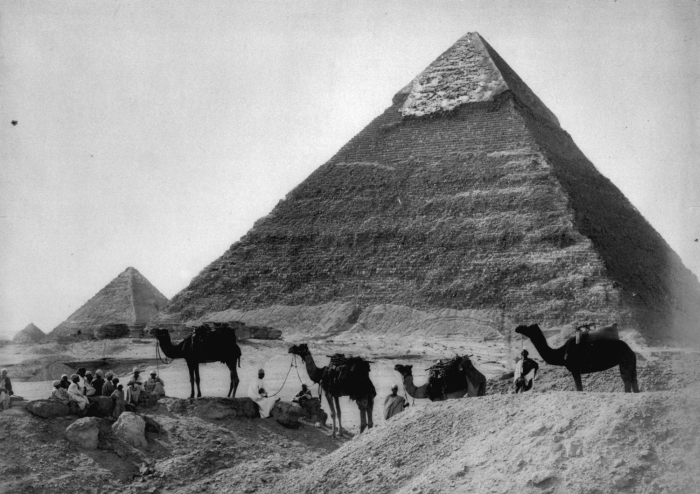
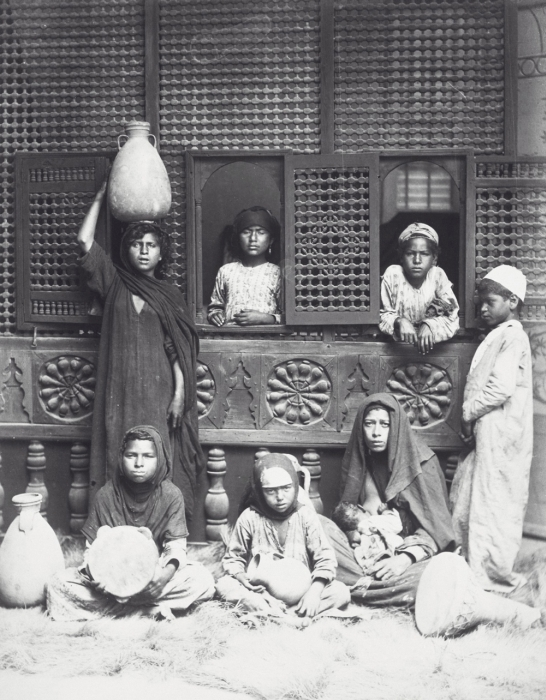
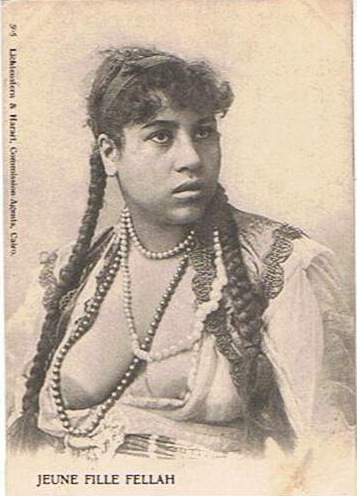
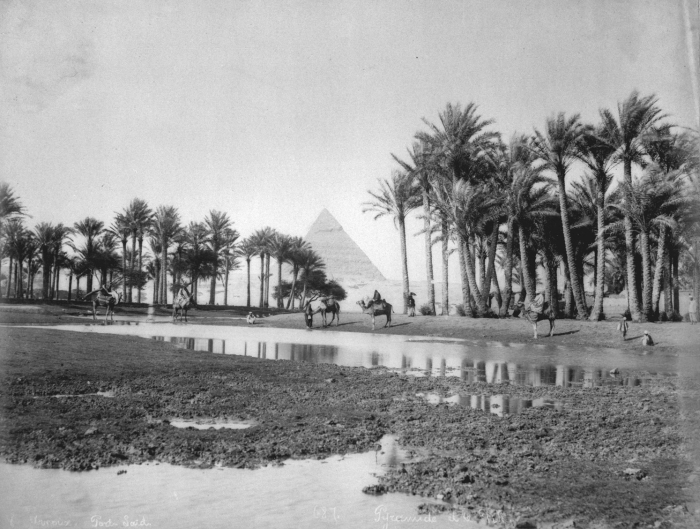
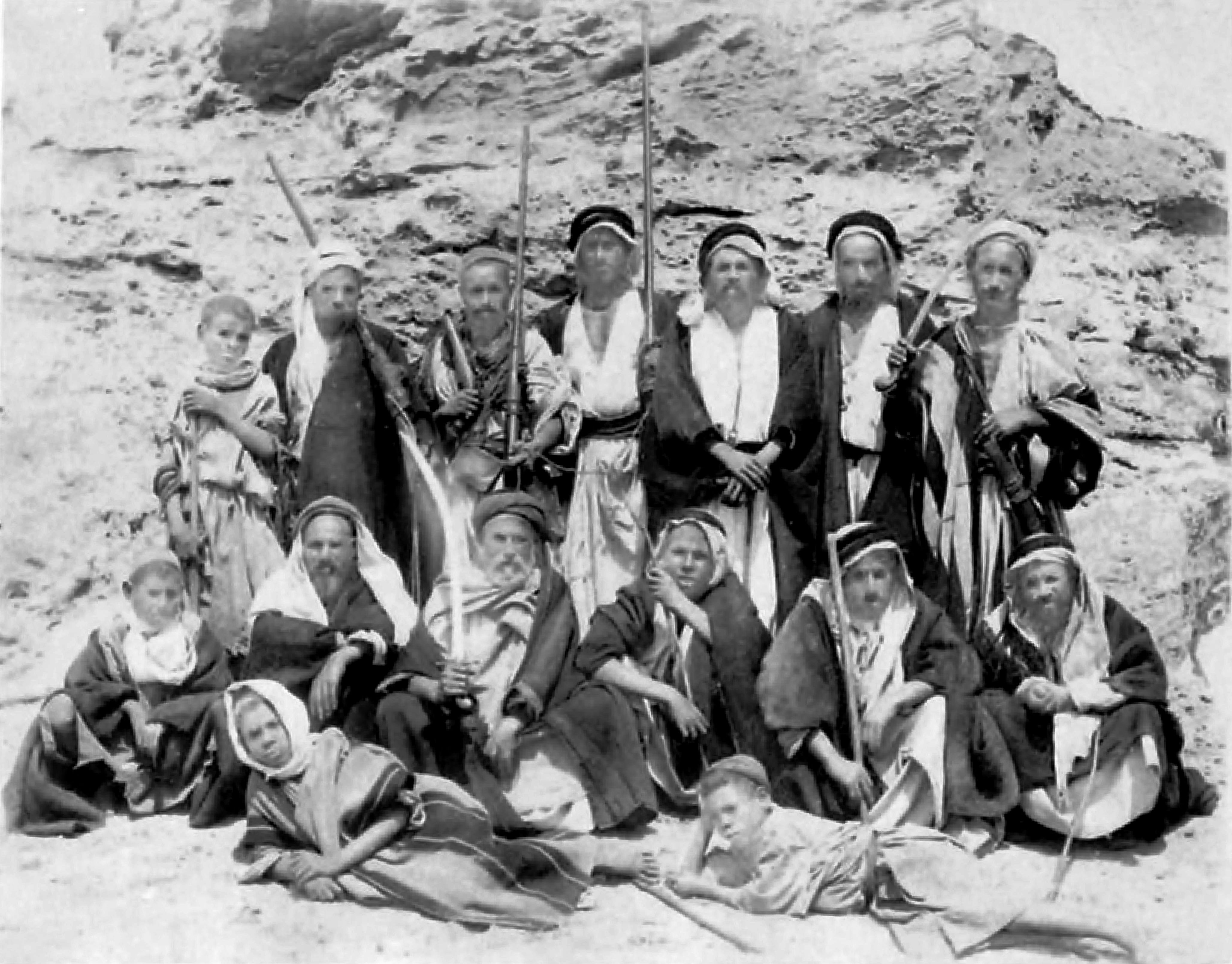

## وصلات خارجية
- Fondation Napoléon : Site : https://web.archive.org/web/20061207091531/http://www.napoleon.org/fr/hors_serie/suez/html-content/carte/intro.html (MONTEL, Nathalie, Hippolyte Arnoux, un photographe au service d’une grande entreprise) * Canadian Centre for Architecture; Collections Online, s.v. "Arnoux, Hippolyte".
- Union List of Artists Names, s.v. "Arnoux, Hippolyte".